# Ambia parachrysis
Ambia parachrysis is een vlinder uit de familie van de grasmotten (Crambidae). De wetenschappelijke naam van de soort is voor het eerst gepubliceerd in 1935 door Edward Meyrick.
De soort komt voor in Fiji.